# 20α,22R-二羟基胆固醇
20α,22R-二羟基胆固醇（英語：20α,22R-Dihydroxycholesterol）或称为(3β)-胆甾-5-烯-3,20,22-三醇（英語：(3β)-cholest-5-ene-3,20,22-triol）是一种内源性的代谢中间产物，参与从胆固醇到甾体激素的生物合成。胆固醇（(3β)-胆甾-5-烯-3-醇）先由胆固醇侧链裂解酶（P450scc）羟基化为22R-羟基胆固醇（(3β)-胆甾-5-烯-3,22-二醇），之后由P450scc再一次羟基化为20α,22R-二羟基胆固醇，最后再由P450scc裂解20号与22号碳原子之间的碳碳键生成孕烯醇酮（3β羟基-5-en-20-one），是一系列甾体激素的前体。